# Landgericht Lindau
Das Landgericht Lindau war ein von 1806 bis 1879 bestehendes bayerisches Landgericht älterer Ordnung mit Sitz in Lindau im heutigen Landkreis Lindau. Die Landgerichte waren im Königreich Bayern Gerichts- und Verwaltungsbehörden, die 1862 in administrativer Hinsicht von den Bezirksämtern und 1879 in juristischer Hinsicht von den Amtsgerichten abgelöst wurden. Von 1946 bis 1956 bestand ein von den französischen Besatzungsbehörden gegründetes Landgericht in Lindau als ordentliches Gericht der zweiten Instanz für den Bayerischen Kreis Lindau, der eine staatsrechtliche Sonderrolle hatte.

## Geschichte
Im Frieden von Pressburg trat Österreich am 26. Dezember 1805 Vorarlberg und damit auch Lindau an Bayern ab. 1806 erfolgte die Eingliederung in das neu proklamierte Königreich Bayern, wobei im Verlauf der Verwaltungsneugliederung Bayerns das Landgericht Lindau errichtet wurde. Dieses kam zum neu gegründeten Illerkreis mit der Hauptstadt Kempten. Die Stadt Lindau schied 1809 aus dem Landgerichtsbezirk aus, wurde eine kreisunmittelbare Stadt und erhielt ein eigenes Stadtgericht. 1817 wurde der Illerkreis fast ganz dem Oberdonaukreis angegliedert, der Vorläufer des späteren Regierungsbezirks Schwaben.
Das Bezirksamt Lindau wurde im Jahr 1862 durch den Zusammenschluss der Landgerichte älterer Ordnung Lindau und Weiler gebildet. Das Landgericht bestand als reine Gerichtsbehörde weiter. Mit Inkrafttreten des Gerichtsverfassungsgesetzes am 1. Oktober 1879 wurde das Amtsgericht Lindau gebildet, dessen Sprengel identisch mit dem vorherigen Landgerichtsbezirks Lindau war.
Nach dem Zweiten Weltkrieg wurde am 18. Mai 1946 von den französischen Besatzungsbehörden ein Landgericht in Lindau als Gericht der zweiten Instanz für den Bayerischen Kreis Lindau gegründet, dem die Amtsgerichte Lindau und Weiler-Lindenberg zugeordnet waren. Als Revisionsinstanz war das Oberlandesgericht Tübingen vorgesehen.
Am 1. September 1955 kehrte Lindau per Gesetz („Lex Lindau“) offiziell nach Bayern zurück. Allerdings wurde eine sieben Monate dauernde Übergangszeit vereinbart und das Konstrukt endete förmlich am 27. März 1956. Das Landgericht Lindau sowie das Verwaltungsgericht Lindau und das Arbeitsgericht Lindau wurden mit Ablauf des 31. März 1956 aufgehoben. Die Bezirke der Amtsgerichte Lindau und Weiler-Lindenberg wurden mit dem gleichen Zeitpunkt dem Landgericht Kempten zugewiesen.